# Назлымов, Владимир Аливерович
Владимир Аливерович Назлымов (род. 1 ноября 1945, Махачкала, Дагестанская АССР, РСФСР, СССР) — советский фехтовальщик на саблях, трёхкратный олимпийский чемпион, дважды серебряный и один раз бронзовый призёр Олимпийских игр в 1968—1980 годах. Заслуженный мастер спорта СССР (1968). Заслуженный деятель культуры Дагестанской АССР (1968). Крымский татарин. 

## Биография
В.Назлымов родился в Махачкале, куда его родители переехали из Гурзуфа. Отец — участник Великой Отечественной войны.
Начал заниматься фехтованием с 1956 года в секции детско-юношеской спортивной школы №1 города Махачкалы. Его первым тренером был Айк Казарян. Затем Назлымов занимался под руководством заслуженного тренера СССР Льва Федорович Кузнецова (1930—2015).  
На внутренних соревнованиях представлял ЦСКА.  В составе сборной СССР с 1967 по 1980 год. 
Впервые чемпионом мира  Владимир Назлымов стал в 1967 году в Монреале (Канада) в командных соревнованиях саблистов. В дальнейшем завоевал на чемпионатах мира еще девять золотых медалей: семь — в составе команды саблистов СССР (1969 — Гавана; 1970 — Анкара; 1971 — Вена; 1974 — Гренобль; 1975 — Будапешт; 1977 — Буэнос-Айрес; 1979 — Мельбурн), две — в личном первенстве (1975, 1979). Трёхкратный серебряный призёр чемпионатов мира, дважды бронзовый призёр. 
Шестикратный чемпион СССР по фехтованию на саблях в личном первенстве (1971, 1972, 1974, 1975, 1977, 1979), неоднократный чемпион СССР в командных соревнованиях. 
Победитель Спартакиады народов СССР 1971 года в личных соревнованиях. 
Лучший саблист планеты 1975 и 1977 годов по мнению Международной федерации фехтования.
Олимпийские игры.  В 1968 году в Мехико Владимир Назлымов стал чемпионом XIX летних Олимпийских игр в командных соревнованиях саблистов (вместе с Эдуардом Винокуровым, Умяром Мавлихановым, Марком Ракитой и Виктором Сидяком).  Повторял это достижение в 1976 году на XXI летней Олимпиаде в Монреале (вместе с Михаилом Бурцевым, Эдуардом Винокуровым, Виктором Кровопусковым и Виктором Сидяком) и в 1980 году на XXII летней Олимпиаде в Москве (вместе с Николаем Алехиным, Михаилом Бурцевым, Виктором Кровопусковым и Виктором Сидяком). Также является серебряным олимпийским медалистом в командных соревнованиях (XX летние Игры 1972 года в Мюнхене; вместе с Виктором Баженовым, Эдуардом Винокуровым, Марком Ракитой и Виктором Сидяком) и а личном первенстве (1976). Бронзовый призер Олимпийских игр в личном первенстве (1972).
В 1969 году окончил Дагестанский педагогический институт. Член КПСС с 1975 года. Имеет воинское звание полковника.
После завершения спортивной карьеры перешёл на тренерскую работу, некоторое время являлся главным тренером Вооруженных Сил СССР по фехтованию. В 1980-х был арбитром на крупнейших соревнованиях по фехтованию. 
С 1990-х годов проживает в США. Работал тренером по фехтованию в учебных заведениях штатов Миссури (1991–1999) и Огайо (1999–2018). Работает тренером в государственном университете в Коламбусе. В 1995 и 1997 годах был старшим тренером сборной США на чемпионате мира и Всемирной Универсиаде.
Он ушел с тренерской работы в в университете весной 2018 года. В 2020 году когда Национальная ассоциация студенческого спорта (NCAA) изучала фехтовальную программу Университета на предмет нарушений, то было установлено, что Назлымов неоднократно нарушал различные правила. После чего Национальная ассоциация вынесла решение об аннулировании некоторых результатов, достигнутых Назлымовым, и о санкциях в его адрес.
В 2019 году Владимир Назлымов был тренером саблистов сборной Узбекистана. Сейчас он работает тренером в Фонде Назлымова (Nazlymov Fencing; штат Мэриленд) по фехтованию, который был основан его сыном и невесткой.
Жена — Наталья Юрченко, дети: Виталий (окончил Институт иностранных языков им. Мориса Тореза и Университет в Пенсильвании) и Алена.
Внучка Владимира Аливеровича Татьяна — саблистка, выступает за команду США.